# Pons di Fos
Pons di Fos o Pons de Fos, detto il Giovane, (Provenza, 945 circa – Provenza, 1025 circa) è stato molto probabilmente il figlio di Pons il Vecchio (ca. 910-979) del ramo dei visconti di Marsiglia, capostipite della signoria di Baux (Provenza).
Fu signore di Fos dal 960 al 1025. Sua madre fu una certa Belletrude N. e sua moglie Profecta di Marignana, sorella di Pons di Marignana e figlia di Francesco I, capo di una ricca e potente famiglia di Marignana. In questo modo la famiglia inizia a tessere alleanze che la condussero poi ad essere una delle più potenti della regione.
Primo membro conosciuto della famiglia dei signori di Fos, del ramo certamente dei visconti di Marsiglia, Pons de Fos contribuisce all'espulsione dei saraceni dal paese nel 970. Il conte di Provenza lo ricompensa attribuendogli la custodia del castrum di Fos e delle Salins, così come i castra di Hyères, La Garde, Bormes e Pierrefeu a est della Provenza. Contrariamente all'attitudine molto generosa dei suoi genitori, i visconti di Marsiglia, egli trascorre il suo tempo a tentare di spogliare la Chiesa dei suoi beni.
Il secondo figlio, Ugo, erediterà la signoria.

## Biografia

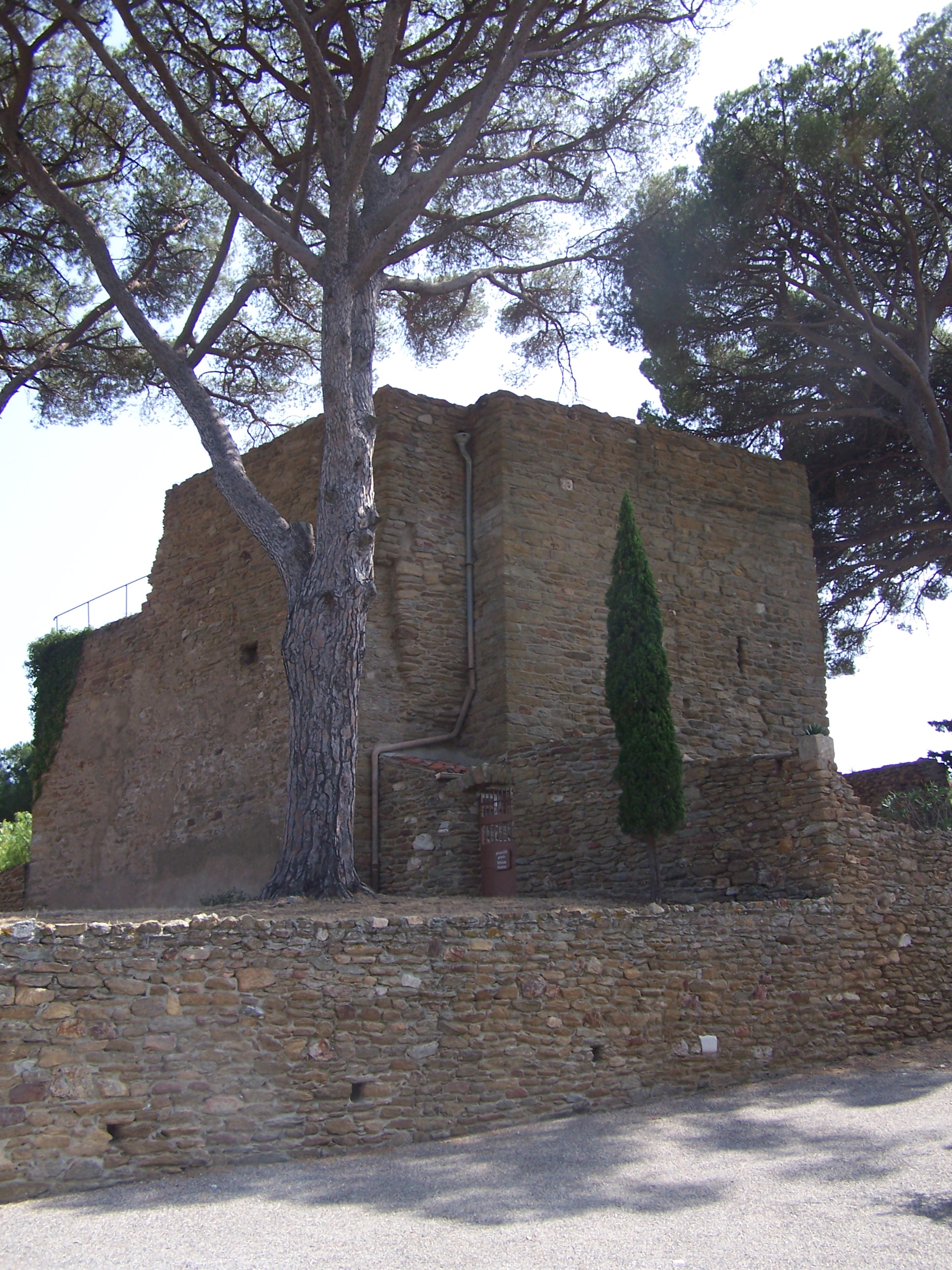
Castello dei Signori di Fos a Bormes.

Un documento dell'abbazia di Saint-Victor attesta la presenza di un castello a Fos nel 923, in cui vivevano i signori di Marsiglia. Pons di Fos ha a che fare con Guglielmo di Marsiglia nel 966. È il primo membro conosciuto della stirpe dei signori di Fos.
Discendente forse dalla famiglia dei visconti di Marsiglia, partecipa all'espulsione dei saraceni dal massiccio dei Maures. Guglielmo di Marsiglia è al suo fianco, insieme agli eserciti di Corrado III di Borgogna e di Arduino III, conte di Torino, mentre in mare, la flotta greca viene coinvolta nella riconquista. Prima del 973, quasi tutta la regione era nelle mani dei franchi.
Nel 972, Guglielmo di Marsiglia e Pons di Fos, signore di Hyères, vanno dal conte di Provenza, Guglielmo il Liberatore, e gli dicono:
Il conte di Provenza, come ricompensa, attribuisce alla famiglia di Pons la custodia del castrum di Fos e delle Salins, come pure i castra di Hyères, La Garde, Bormes e Pierrefeu.

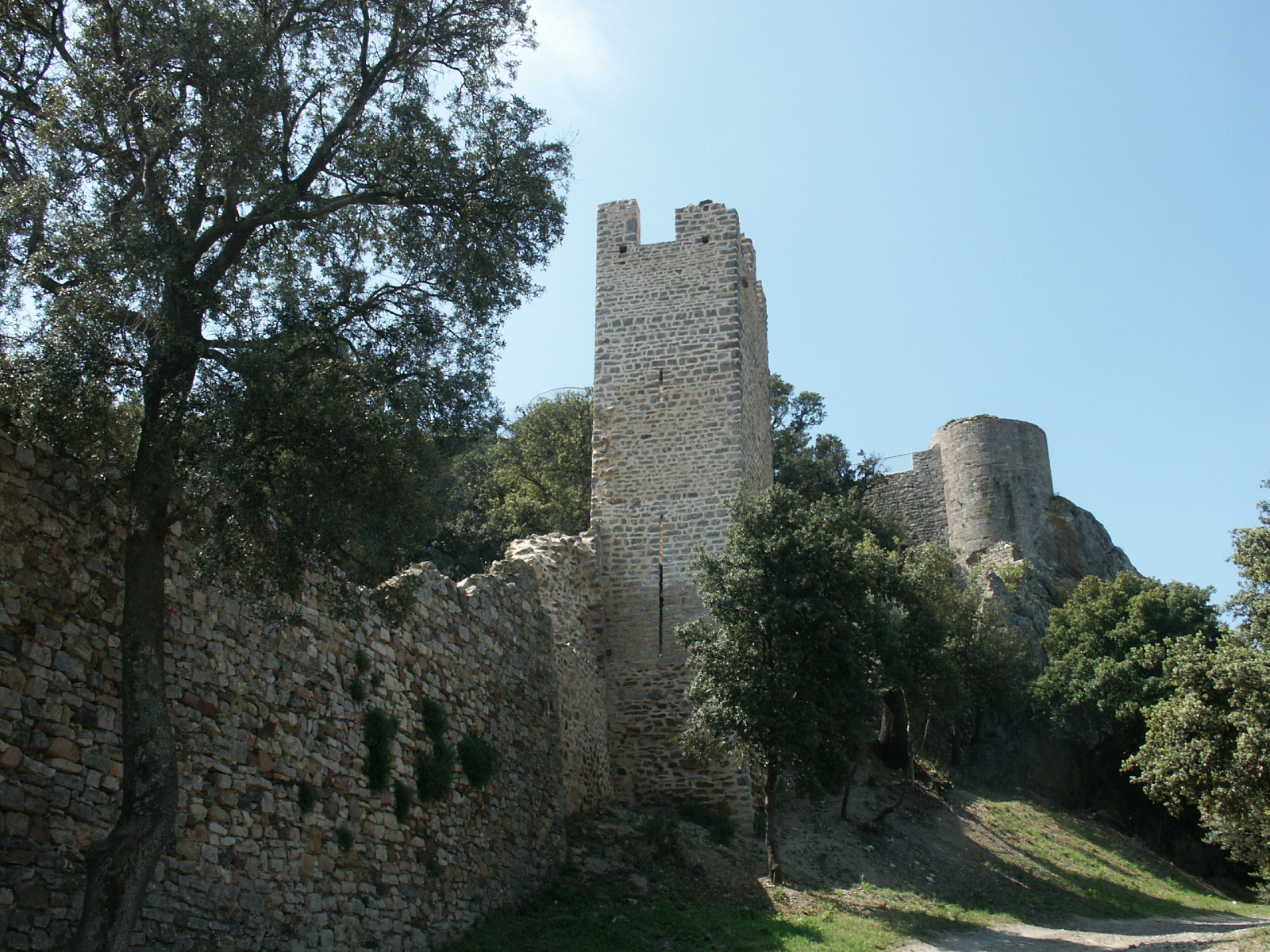
Dopo la cacciata dei saraceni, Pons di Fos comincia la costruzione del castello di Hyères, a est di Tolone.

Pons di Fos, della casa di Baux, approfitta della confusione, provocata dalle devastazioni dei saraceni, per accrescere i suoi domini nei territori di La Cadière a spese dei vescovi di Marsiglia, suoi consanguinei. Egli ha, in questa occasione, dei guai in quanto costringe il più debole dei due a ricorrere al conte di Provenza, Guglielmo il Liberatore. Pons lo prega di portarsi sui luoghi e di stabilire i confini delle città e borghi e di stabilire quali siano i possedimenti appartenenti alla Chiesa. Il conte accetta la sua richiesta, e così monta a cavallo e si mette in cammino. Arrivato nel territorio di La Cadière, s'informa dapprima esattamente dei nomi dei monti, delle valli, dei ruscelli e delle fontane e, pienamente edotto, comincia a far sistemare e stabilire quali terre dovessero appartenere al santuario.
Il senior o domnus Pons, di cui si parla nei documenti detiene un rango distinto tra i signori di Provenza nel 979. Due anni più tardi, tramite il suo matrimonio diventa signore di Baux. Ad ogni modo, un altro documento del 960 lo cita come proprietario di un feudo poco importante, un luogo fortificato posto sopra uno sperone roccioso delle Alpilles.
Nel 992, Pons, insieme a un monaco chiamato Paton, fonda l'abbazia di Saint-Gervais de Fos, a Fos-sur-Mer, sottratta nel 1081 all'ordinario dell'arcivescovo di Arles e annessa a Cluny.
Fulco di Marsiglia, figlio di Guglielmo di Marsiglia, viene in soccorso del conte Guglielmo II di Provenza che sta assediando il castello di Fos. Il conte Guglielmo il Pio viene ucciso nel 1018 durante i combattimenti. Nel 1020, Pons di Fos, dopo la morte di Guglielmo II di Provenza, rifiuta di rendere l'omaggio al nuovo conte di Provenza.

## La famiglia
Pons de Fos è molto certamente uno dei figli di Pons di Marsiglia (910-979), detto il Vecchio o Pons di Fos, visconte di Marsiglia. I blasoni delle due famiglie sono pressoché identici ed esse condividono gli stessi feudi. Pons ha due fratelli più grandi: Onorato e Guglielmo nati dal primo matrimonio di suo padre. Prima di lui i visconti di Marsiglia vivevano nel castello di Fos.
```
Leibulfo di Provenza
 (ca. 
750
-
835
)
  x 
Odda
 ?
  |
  | --> 
Leibulfo di Baux
 (metà del IX secolo)
[
6
]
.
        x ??
        |
        | --> 
 Pons d'Arles
 (fine del IX secolo)
              x 
Blismodis di Mâcon

              |
              | --> Umberto, 
vescovo di Vaison-la-Romaine
 (
890
-
933
)
                   |
              | --> 
Ison d'Arles
 (ca. 
890
-
942
),
                    x Principessa ? 
di Benevento

                    |
                    | -->  Lamberto Ursus signori di 
Reillanne

                    |     x Galburgo di Benevento
                    |     |
                    |     | -->  
Signori di 
Reillanne

                    |
                    | --> 
Pons di Marsiglia
 (ca. 
910
-
979
), detto il Vecchio o il Maggiore
                         x  (1) 
Giuditta di Bretagna
, figlia di 
Alano II di Bretagna

                         |
                         | --> 
Onorato di Marsiglia
 (ca. 
930
-
978
), 
vescovo di Marsiglia

                         |
                         | --> 
Guiglielmo di Marsiglia
 (ca. 
935
-
1004
)
                         |    x 
Bellilde
, figlia di 
Arlulfo di Marsiglia

                         |    |
                         |    | --> 
Visconti di Marsiglia

                         |
                         x  (2) 
Belletrude

                         |
                         | -->  (ipo.) Pons di Fos (ca. 
945
-
1025
)
                               x Profecta di Marignana, sorella di 
Pons di Marignana

                               |
                               | -->  
Signori di 
Fos

                               |
                               | -->  
(ipo.) 
Ugo di Baux
 (
981
-
1060
)
[
7
]
.
```

## Discendenza

Blasone di Bormes.

Pons di Fos si sposa verso il 980 con Profecta di Marignana, sorella di Pons di Marignana, figlia del ricchissimo Francone di Marignana, che con il suo matrimonio farà la fortuna dei signori di Baux e quella dei Fos, suoi discendenti.
Il castello della famiglia dei signori di Marignana si trovava nel territorio dell'attuale Marignana, precisamente a Papia, il secondo luogo del comune, dove c'era anche una chiesa, detta Saint-Pierre di Papia. Ugo di Baux distruggerà il castello della famiglia per ricostruirlo sull'attuale sito di Marignana. A Papia, il castello viveva in gran parte dei diritti provenienti dall'antica imposta sulle merci (tonlieu)  di Léou. Le terre della famiglia signorile sono prese in custodia da sette cavalieri, i cosiddetti primi cavalieri del paese d'Oc, menzionati nel 1029.

Blasone dei signori di Baux, recante la stella della Natività

Pons di Fos e Profecta di Marignana ebbero quattro figli:
- Guy di Fos (980-1058), sposato con Astrude di Marsiglia, figlia di Guglielmo di Marsiglia, sua cugina
- Ugo di Baux (981-1060 ca.)
- Accélena di Fos (981-1018), sposata nel 999 con Guglielmo II di Marsiglia, figlio di Guglielmo di Marsiglia, suo cugino.
- Pons, chierico[9].